# Koulan Karki (Tanout)
Koulan Karki (auch: Koulan-Karki, Koulankarki) ist ein Dorf in der Stadtgemeinde Tanout in Niger.

## Geographie
Das von einem traditionellen Ortsvorsteher (chef traditionnel) geleitete Dorf liegt in der Landschaft Damergou, etwa 36 Kilometer südlich des Stadtzentrums von Tanout, der Hauptstadt des gleichnamigen Departements Tanout in der Region Zinder. Zu den größeren Dörfern in der Umgebung von Koulan Karki zählen das rund 9 Kilometer entfernte Sabon Kafi im Westen und das rund 12 Kilometer entfernte Dan Kamsa im Nordwesten.
Koulan Karki ist Teil der Übergangszone zwischen Sahara und Sahel. Die durchschnittliche jährliche Niederschlagsmenge beträgt hier zwischen 200 und 300 mm.

## Geschichte
Der deutsche Afrikaforscher Heinrich Barth, der 1851 den Damergou bereiste, beschrieb die damals reichen Kornfelder von Koulan Karki („Kulakérki“) und Bani Walki („Banuélki“), die mehr als nur die lokale Bevölkerung versorgen konnten.

## Bevölkerung
Bei der Volkszählung 2012 hatte Koulan Karki 697 Einwohner, die in 118 Haushalten lebten. Bei der Volkszählung 2001 betrug die Einwohnerzahl 519 in 102 Haushalten und bei der Volkszählung 1988 belief sich die Einwohnerzahl auf 301 in 83 Haushalten.
Die Bevölkerungsdichte in diesem Gebiet ist mit 10 bis 20 Einwohnern je Quadratkilometer relativ gering.

## Wirtschaft und Infrastruktur
Koulan Karki liegt in einem Gebiet des Übergangs zwischen der Naturweidewirtschaft des Nordens und des Ackerbaus des Süden, was zu Landnutzungskonflikten führt. Es gibt eine Schule im Dorf.